# 橋本千波
橋本千波（日语：／ Hashimoto Chinami，1992年7月17日—）是日本女性聲優，VIMS所属。長野縣出身。

## 人物
2014年在TV動畫《最近，妹妹的樣子有點怪？》首次亮相。
喜歡音樂欣賞、積極思考，已考過書記測試2級。

## 出演作品

### 電視動畫
2014年
- 最近，妹妹的樣子有點怪？（神前美月）
- 武士弗拉明戈（粉絲）#13
- 噬血狂襲（無名〈深洋少女組〉）#18
- LoveLive!第二季（學生）
- 白銀的意志 ARGEVOLLEN（汐野薰）
- 月刊少女野崎同學（女子）
- 精靈使的劍舞（蕾西雅）
- selector spread WIXOSS（女學生）
- 魔彈之王與戰姬（侍女）
- 狼少女和黑王子（山本香音）
- SHIROBAKO（遠藤之妻）
- 四月是你的謊言（女子）

2015年
- 絕對雙刃（學生）
- 大家集合！Falcom 學園 第二季（勞拉·S·亞爾賽德）※代役
- 死亡遊行（友人B）
- 純潔的瑪利亞（蘇珊）
- 在地下城尋求邂逅是否搞錯了什麼（蜜西亞·弗洛特）
- 食戟之靈（女孩子）
- 惡魔高校D×D BorN（士兵）
- 你好！！黃金拼圖（女學生B）
- 御神樂學園組曲（女子）
- 奏響吧！上低音號（管樂團成員）
- 下流梗不存在的灰暗世界（主播）
- 出包王女DARKNESS 2nd（女學生B）
- 學園孤島（女學生）
- 監獄學園（栗原千代）
- 輕鬆百合 3☆High！（東志帆子）
- 緋彈的亞莉亞AA（愛澤夜夜、女子）

2016年
- 疾走王子Alternative（女學生）
- 魔法使 光之美少女！（艾蜜莉）
- 在下坂本，有何貴幹？（女學生）
- 不愉快的妖怪庵（雫）
- 競女!!!!!!!!（美川玲）
- Lostorage incited WIXOSS（穗村鈴子）

2017年
- 秋葉原之旅 -THE ANIMATION-（空閑真白）
- 跳水男孩（小學生時代的知季）

2018年
- 龍王的工作！（貞任綾乃）[2]
- Lostorage conflated WIXOSS（穗村鈴子）

2019年
- 不愉快的妖怪庵 續（雫、日野原）
- 家有女友（班上女子C）
- 魔法少女特殊戰明日香（羽田紗綾子[3]）
- 碧藍航線（威爾斯親王）
- 超人高中生們即便在異世界也能從容生存！（露）

2020年
- 異種族風俗娘評鑑指南（普莉茲）
- 神之塔（娜萊）
- 超異域公主連結 Re:Dive（惠理子）
- 食戟之靈 豪之皿（料理人D）
- 馬娘四格（美妙姿勢）
- 在地下城尋求邂逅是否搞錯了什麼III（蜜西亞·弗洛特）

2021年
- 工作細胞BLACK（血小板）
- 弱角友崎同學（山下由美子）
- 刮掉鬍子的我與撿到的女高中生（店員）

2022年
- 超異域公主連結 Re:Dive Season 2（惠理子）
- 愛在征服世界後（禍原怨怨美）
- 試證明理科生已墜入情網。r=1-sinθ（星上きらり）
- Extreme Hearts（NONO[4]）

### OVA
2014年
- 最近，妹妹的樣子有點怪？（神前美月）※漫畫第7卷附贈BD特裝版
- 無邪氣樂園（女子）※漫畫第6卷 特典DVD

2016年
- 監獄學園（栗原千代）

### 網路動畫
2015年
- 怪物彈珠（亡命兔〈妹〉）

### 遊戲
- 大聯盟新星（查爾斯·德·拉·盧克）（シャルル・ド・ラ・ルーク[5]）
- 怪物彈珠（亡命兔〈妹〉）
- 艦隊Collection（山風、Iowa）
- 落櫻散華抄（手機遊戲）（比良坂黃泉）
- 戰艦少女R（安東尼奧·達諾利）
- 超異域公主連結☆Re:Dive （惠理子）
- 碧藍航線 （威爾斯親王）
- 聖火降魔錄 英雄雲集（普莉西亞、蕾貝卡）

### 廣播劇
- 最近，妹妹的樣子有點怪？（神前美月）（2013年12月26日 日本放送）

### 網路直播視訊
- ChaosTCG 戰略發表會2014（NICONICO直播，2014年1月15日）

### 音樂CD
| 發售日  | 標題                                  | 組合 | 歌曲                         | 備註                                         |
| 2014年  | 2014年                                | 2014年 | 2014年                       | 2014年                                       |
| ------- | ------------------------------------- | --- | ---------------------------- | -------------------------------------------- |
| 2月12日 | BINKAN あてんしょん                   | 神前美月（橋本千波）、壽日和（小倉唯）、桐谷雪那（金元壽子）                                               | BINKAN あてんしょん          | 電視動畫《最近，妹妹的樣子有點怪？》主題曲   |
| 2月12日 | BINKAN あてんしょん                   | 神前美月（橋本千波）                                                                                       | 「」                         | 廣播《妹妹有點。廣播》主題曲                 |
| 3月26日 | 最近，妹妹的樣子有點怪？BD第1卷特典CD | 神前美月（橋本千波）                                                                                       | 「」                         | 電視動畫《最近，妹妹的樣子有點怪？》相關歌曲 |
| 8月27日 | 最近，妹妹的樣子有點怪？BD第6卷特典CD | 神前美月（橋本千波）、壽日和（小倉唯）                                                                     | 「」                         | 電視動畫《最近，妹妹的樣子有點怪？》相關歌曲 |
| 2015年  |                                       | |                              |                                              |
| 8月6日  | 少女☆射擊 DOUBLE PEACE 全部入り！     | 神園忍（上間江望）、神園真夜（橋本千波）                                                                   | 「Twinkle, twinkle, W star」 | 遊戲《少女☆射擊 DOUBLE PEACE》片尾曲         |
| 2016年  |                                       | |                              |                                              |
| 3月15日 | 明星聲優 精選輯                       | 天音昴（佐倉薰）、姬宮夏日（橋本千波）、織川琴美（小澤亞李）                                               | 「」                         | 遊戲《明星聲優》相關歌曲                     |
| 3月15日 | 明星聲優 精選輯                       | 姬宮夏日（橋本千波）                                                                                       | 「」                         | 遊戲《明星聲優》相關歌曲                     |
| 7月13日 | 魔法使 光之美少女！ 演唱專輯          | 瓊（金田晶）、凱（吉岡麻耶）、艾蜜莉（橋本千波）                                                           | 「」                         | 電視動畫《魔法使 光之美少女！》相關歌曲      |
| 8月12日 |                                       | 朝比奈乃乃（伊藤美來）、柊紡木（上坂堇）、水島愛梨（遠藤祐理香）、廣瀨小春（橋本千波）、織宮結衣（佳村遙） | 「」                         | 遊戲《妃十三學園》主題曲                     |
| 8月12日 | 2017年                                | |                              |                                              |
| 2月18日 | IDOL CONNECT -Memorial Disc-          | 泉水司（橋本千波）                                                                                         | 「Voice of Heart」           | 遊戲《偶像連結》相關歌曲                     |
| 2018年  |                                       | |                              |                                              |
| 3月14日 | 賽馬娘 Pretty Derby STARTING GATE 09  | 目白賴恩（土師亞文）、醒目飛鷹（大和田仁美）、美妙姿勢（橋本千波）                                         | 「」 「」                    | 遊戲《賽馬娘 Pretty Derby》相關歌曲          |
| 3月14日 | 賽馬娘 Pretty Derby STARTING GATE 09  | 美妙姿勢（橋本千波）                                                                                       | 「」                         | 遊戲《賽馬娘 Pretty Derby》相關歌曲          |
| 2019年  |                                       | |                              |                                              |
| 6月5日  | Choix Pastry/Evening Primrose         | 廣瀨小春（橋本千波）                                                                                       | 「Choix Pastry」             | 遊戲《妃十三學園》相關歌曲                   |

## 外部連結
- 事務所官方簡歷 （页面存档备份，存于）（日語）